# Cantó de Tours-Est
El cantó de Tours-Est és un cantó francès del departament de l'Indre i Loira, situat al districte de Tours. Compta amb part del municipi de Tours.

## Municipis
Comprèn la part del municipi de Tours delimitada per:
- al nord pel bulevard Heurteloup
- a l'est pel municipi de Saint-Pierre-des-Corps
- al sud pel bulevard Richard Wagner
- a l'oest per l'avinguda de Grammont, l'avinguda del Général de Gaulle, la rue Édouard Vaillant i la plaça del Général Leclerc

## Història
| Data d'elecció                           | Identitat            | Partit        | Qualitat |
| ---------------------------------------- | -------------------- | ------------- | -------- |
| 1951-1958                                | Marcel Longuet       | PCF           |          |
| 1958-1964                                | Alphonse Loury       | SFIO          |          |
| 1964-1973                                | Marcel Longuet       | PCF           |          |
| 1973-1979                                | Jacques Goguet       | Divers droite |          |
| 1979-1985                                | Arlette Bosch        | PS            |          |
| 1985-1998                                | Barbara Romieux      | RPR           |          |
| 1998-2004                                | Arlette Bosch        | PS            |          |
| 2004-2011                                | Monique Chevet       | PS            |          |
| 2011-                                    | Christophe Boulanger | EELV          |          |
| les dades anteriors no són pas conegudes |                      |               |          |
|                                          |                      |               |          |